# 아카데미 음향편집상
아카데미 음향편집상(Academy Award for Best Sound Editing)은 아카데미상의 부문 중 하나로, 제일 뛰어난 음향 편집을 한 인물에게 수여된다. 아카데미 음향상의 일부이다.